# Chaubardia surinamensis
Chaubardia surinamensis är en orkidéart som beskrevs av Heinrich Gustav Reichenbach. Chaubardia surinamensis ingår i släktet Chaubardia och familjen orkidéer. Inga underarter finns listade i Catalogue of Life.